# Бурнвил
Бурнвил (фр. Bourneville) насеље је и општина у северној Француској у региону Горња Нормандија, у департману Ер која припада префектури Берне.
По подацима из 2011. године у општини је живело 913 становника, а густина насељености је износила 82,92 становника/km². Општина се простире на површини од 11,01 km². Налази се на средњој надморској висини од 180 метара (максималној 137 m, а минималној 63 m).

## Демографија
| 1962. | 1968. | 1975. | 1982. | 1990. | 1999. | 2011. |
| ----- | ----- | ----- | ----- | ----- | ----- | ----- |
| 417   | 461   | 591   | 680   | 691   | 736   | 913   |

График промене броја становника у току последњих година